# Paul Nguyễn Thái Hợp
Paul Nguyễn Thái Hợp (Nghi Phong, 2 febbraio 1945) è un vescovo cattolico vietnamita, dal 19 marzo 2021 vescovo emerito di Hà Tĩnh.

## Biografia
Paul Nguyễn Thái Hợp è nato il 2 febbraio 1945 nella parrocchia di Làng Anh a Nghi Phong, comune nel distretto Nghi Lộc della provincia di Nghe An, ultimogenito di una famiglia con sei figli. Suo padre fu processato e condannato a morte dal governo comunista del Vietnam del Nord in quanto proprietario terriero. Rimasto orfano dopo aver perso anche la madre, è stato al sud dove ha potuto riunirsi con l'unica sorella sopravvissuta rifugiandosi presso altri loro parenti.

### Formazione e ministero sacerdotale
Il 15 agosto 1964 è entrato come novizio nei domenicani iniziando il percorso di studi religiosi presso il centro di studi domenicano dal 1965 al 1972 e l'Università nazionale di Ho Chi Minh ottenendo la licenza in filosofia orientale.
Fu ordinato presbitero l'8 agosto 1972. Dopo l'ordinazione è stato inviato in Svizzera per studiare presso l'Università di Friburgo, dove ha conseguito il dottorato in filosofia nel 1978. Nel 1981 è stato inviato in Perù dove è stato professore presso la facoltà di teologia a Lima, direttore dell'Accademia Teologica Giovanni XXIII, dal 1984 al 1991, ed ha lavorato presso il Centro di ricerca Bartolomé de Las Casas, sempre a Lima, dal 1989 al 1994. Nel 1994 ha conseguito il dottorato in teologia morale presso la Facoltà di Teologia di São Paolo e dal 1996 è stato professore per la Pontificia università "San Tommaso d'Aquino" fino al 2003.
Tornato in patria, è stato responsabile della formazione intellettuale della provincia domenicana del Vietnam e consigliere della provincia domenicana fino al 2007. Dal 2004 ha insegnato etica e dottrina sociale della chiesa presso il centro di studi domenicano e in diversi altri istituti religiosi, nonché scienze religiose presso l'Università nazionale di Ho Chi Minh.

### Ministero episcopale
Il 13 maggio 2010 papa Benedetto XVI lo ha nominato vescovo di Vinh. La sua nomina ha suscitato inizialmente alcune perplessità presso il clero e la comunità di fedeli, in quanto considerato eccessivamente accondiscendente nei confronti del governo.
Ha ricevuto l'ordinazione episcopale il 23 luglio seguente per imposizione delle mani del vescovo Paul Marie Cao Đình Thuyên.
In seno alla conferenza episcopale del Vietnam è stato presidente per la commissione giustizia e pace per tre mandati consecutivi dal 2010 al 2019.
Nell'aprile del 2016, a seguito del disastro ambientale provocato da un'acciaieria in costruzione della Formosa Ha Tinh Steel, in un'intervista ha dichiarato che sperava che il governo si assumesse le proprie responsabilità e non abbandonasse le migliaia di pescatori che si erano ritrovati con le coste invase da tonnellate di pesci morti avvelenati. Le sue parole sono state usate dal governo come pretesto per accusarlo di incitamento alla ribellione del popolo contro il governo.
A seguito di tale incidente, ci sono state numerose proteste da parte della popolazione, duramente represse dalle forze militari governative, e che si sono ritorte anche contro la popolazione cattolica della zona con numerosi arresti. In particolare un parroco della zona, padre Antoine Đặng Hữu Nam, che aveva guidato attivamente la protesta dopo il disastro dell'acciaieria, è stato arrestato con l'accusa di cospirazione e monsignor Nguyễn è stato ufficialmente invitato dalle autorità governative a sospenderlo dalle attività pastorali.
Il 22 dicembre 2018 papa Francesco, erigendo la nuova diocesi di Hà Tĩnh con la bolla Missionem Ecclesiae, lo ha nominato primo vescovo.. Ha preso possesso della diocesi l'11 febbraio 2019.
Il 19 marzo 2021 si è ritirato per raggiunti limiti d'età.
Monsignor Nguyễn è anche un prolifico scrittore, avendo pubblicato numerosi testi non solo in lingua vietnamita ma anche in francese, portoghese e in spagnolo tra cui alcuni titoli come Karl Marx et la negation de Dieu pour l'affirmation de la valeur de l'homme nel 1979, Humanisme marxiste face à Dieu nel 1984, Tomás de Aquino, teólogo militante nel 1988 e Neoliberalismo e a libertação dos pobres nel 1995.

## Genealogia episcopale e successione apostolica
La genealogia episcopale è:
- Cardinale Scipione Rebiba
- Cardinale Giulio Antonio Santori
- Cardinale Girolamo Bernerio, O.P.
- Vescovo Claudio Rangoni
- Arcivescovo Wawrzyniec Gembicki
- Arcivescovo Jan Wężyk
- Vescovo Piotr Gembicki
- Vescovo Jan Gembicki
- Vescovo Bonawentura Madaliński
- Vescovo Jan Małachowski
- Arcivescovo Stanisław Szembek
- Vescovo Felicjan Konstanty Szaniawski
- Vescovo Andrzej Stanisław Załuski
- Arcivescovo Adam Ignacy Komorowski
- Arcivescovo Władysław Aleksander Łubieński
- Vescovo Andrzej Stanisław Młodziejowski
- Arcivescovo Kasper Kazimierz Cieciszowski
- Vescovo Franciszek Borgiasz Mackiewicz
- Vescovo Michał Piwnicki
- Arcivescovo Ignacy Ludwik Pawłowski
- Arcivescovo Kazimierz Roch Dmochowski
- Arcivescovo Wacław Żyliński
- Vescovo Aleksander Kazimierz Bereśniewicz
- Arcivescovo Szymon Marcin Kozłowski
- Vescovo Mečislovas Leonardas Paliulionis
- Arcivescovo Bolesław Hieronim Kłopotowski
- Arcivescovo Jerzy Józef Elizeusz Szembek
- Vescovo Stanisław Kazimierz Zdzitowiecki
- Cardinale Aleksander Kakowski
- Papa Pio XI
- Vescovo Jean-Baptiste Nguyễn Bá Tòng
- Vescovo Thaddée Anselme Lê Hữu Từ, O.Cist.
- Cardinale Joseph Marie Trịnh Như Khuê
- Cardinale Joseph-Marie Trịnh Văn Căn
- Vescovo Pierre Jean Trần Xuân Hạp
- Vescovo Paul Marie Cao Đình Thuyên
- Vescovo Paul Nguyễn Thái Hợp, O.P.

La successione apostolica è:
- Vescovo Pierre Nguyễn Văn Viên (2010)